# Gisela Werbisek

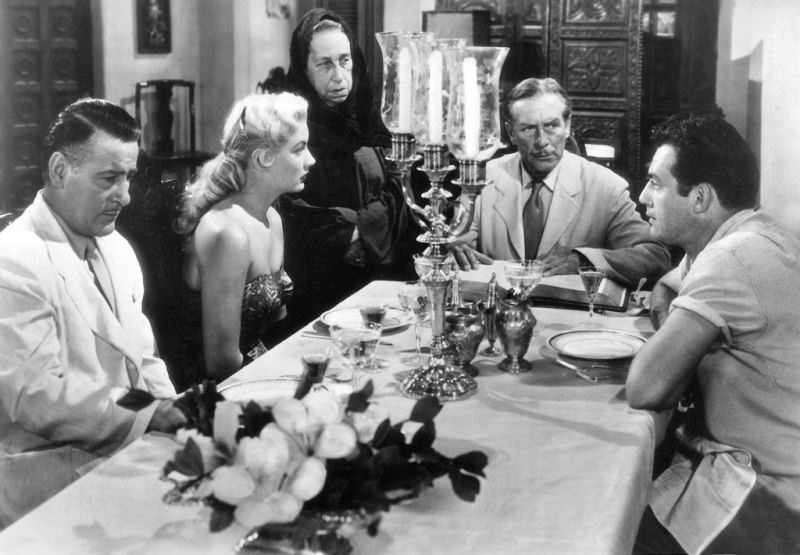
De gauche à droite : Tom Conway, Barbara Payton, Gisela Werbisek, Paul Cavanagh et Raymond Burr, dans Bride of the Gorilla (1951)

Gisela Werbisek ou Gisela Werbezirk ou Giselle Werbisek (née le 8 avril 1875 à Pressburg, Autriche-Hongrie, aujourd'hui Bratislava, Slovaquie; morte le 10 avril 1956 à Hollywood, États-Unis) fut une actrice autrichienne de théâtre et de cinéma.

## Filmographie partielle
- 1924 : La Ville sans Juifs de Hans Karl Breslauer
- 1930 : Das Kabinett des Dr. Larifari de Robert Wohlmuth
- 1945 : Le Joyeux Phénomène de H. Bruce Humberstone
- 1951 : La Femme du gorille (Bride of the Gorilla) de Curt Siodmak